# Kristof Vanbelle
Kristof Vanbelle (Asse, 6 maart 1986) is een Belgisch voetballer. Hij speelt sinds 2004 als verdediger voor VC Eendracht Aalst 2002.
Vanbelle maakte zijn debuut in het Aalsterse eerste elftal in het seizoen 2004-2005. Hij mocht invallen in de voorlaatste wedstrijd van het seizoen tegen Maasmechelen. Aalst degradeerde echter en het komende seizoen trad het aan in de Belgische Derde Klasse. Hierdoor schopte de verdediger het tot titularis bij "De Ajuinen".
Momenteel speelt Vanbelle nog steeds voor Eendracht Aalst, kampioen 2006-2007 in Vierde Klasse B.